# Gnojek naśmietny
Gnojek naśmietny (Creophilus maxillosus) – gatunek chrząszcza z rodziny kusakowatych i podrodziny Staphylininae.

## Opis
Ciało długości od 15 do 23 lub 25 mm. Ubarwienie czarne, na głowie i przedpleczu błyszczące. Szare, rzadziej złotożółte lub brunatne, krótkie owłosienie tworzy poprzeczną plamę na pokrywach i boczne łaty na tergitach od II do IV. Pokrywy są dłuższe od przedplecza i opatrzone rzędem 5-6 dużych punktów szczeciowych każda.

## Biologia i ekologia
Spotykany na padlinie, w odchodach, rozkładającej się materii roślinnej, nawozie, gnijących grzybach, pod rozkładającymi się morszczynami na wybrzeżach morskich oraz na wysypiskach.
Owad drapieżny. Odżywia się larwami i pupariami muchówek oraz plugami.

## Rozprzestrzenienie
Gatunek szeroko rozprzestrzeniony na świecie. Znany z prawie całej Palearktyki. W Europie sięga na północ po Islandię i północny skraj Norwegii i Finlandii. Zasiedla Afrykę Północną i Amerykę Północną, w tym Grenlandię. Znany z Karaibów, Hawajów, Indii, Argentyny i Chile. W Polsce występuje w całym kraju.